# Zyprischer Fußballpokal 1987/88
Der Zyprische Fußballpokal 1987/88 war die 46. Austragung des zyprischen Pokalwettbewerbs. Er wurde vom zyprischen Fußballverband ausgetragen. Das Finale fand am 26. Juni 1988 im Tsirion-Stadion von Limassol statt.
Pokalsieger wurde Omonia Nikosia. Das Team setzte sich im Finale gegen Titelverteidiger AEL Limassol durch. Omonia qualifizierte sich durch den Sieg für den Europapokal der Pokalsieger 1988/89.

## Modus
Die Begegnungen der 1. Vorrunde wurden in einem Spiel ausgetragen. Bei unentschiedenem Ausgang wurde das Spiel um zweimal 15 Minuten verlängert. Stand danach kein Sieger fest, folgte ein Elfmeterschießen.
Bei den Begegnungen der 2. Vorrunde fand bei unentschiedenem Ausgang eine Verlängerung statt. Stand danach kein Sieger fest, folgte ein Wiederholungsspiel auf des Gegners Platz. Endete auch dies unentschieden, gab es eine Verlängerung und gegebenenfalls ein Elfmeterschießen.
Von der 1. Runde bis zum Halbfinale wurden alle Begegnungen in Hin- und Rückspiel ausgetragen. Bei Torgleichheit entschied zunächst die Anzahl der auswärts erzielten Tore, danach eine Verlängerung und schließlich das Elfmeterschießen.

## Teilnehmer
| First Division (16) | Second Division (15) | Third Division (14) | Fourth Division (20) |
| --- | --- | --- | --- |
| - AEL Limassol - Alki Larnaka - Anagennisi Deryneia - Anorthosis Famagusta - APEP Pitsilia - APOEL Nikosia - Apollon Limassol - Aris Limassol - Enosis Neon Paralimni - EPA Larnaka - APOP Paphos - Ethnikos Achnas - Nea Salamis Famagusta - Olympiakos Nikosia - Omonia Nikosia - Pezoporikos Larnaka | - Adonis Idaliou - Akritas Chlorakas - Digenis Akritas Ypsona - Doxa Katokopia - Ermis Aradippou - Evagoras Paphos - Elpida Xylofagou - Enosis Neon THOI Lakatamia - Ethnikos Defteras - Keravnos Strovolou - Omonia Aradippou - Onisilos Sotira - Orfeas Nikosia - Othellos Athienou - PAEEK Kyrenia | - Achyronas Liopetriou - AEK Katholiki - AEM Morphou - AEZ Zakakiou - Apollon Lympion - ASO Ormideia - Chalkanoras Idaliou - Digenis Akritas Morphou - Ethnikos Assia - Kentro Neotitas Maroniton - Libanos Kormakitis - Neos Aionas Trikomou - Orfeas Athienou - OXEN Peristeronas | - AMEAN Agiou Nikolaou - AOL Omonia Lakatamias - APE Agia Napa - APEP Palechoriou - ATE PEK Parekklisias - ENAD Ayiou Dometiou - Iraklis Gerolakkou - Digenis Agiou Nikolaou - Elia Lythrodonta - Enosis Kokkinotrimithia - Kimonas Xylotympou - MEAP Nisou - Olimpiada Neapolis - Olympias Frenarou - Olympus Acheritou - Olympos Xylofagou - Rotsidis Mammari - THOI Avgorou - Triptolemus Evrychou - Tsaggaris Peledriou |

## 1. Vorrunde
In dieser Runde traten alle 14 Teams der Third Division und 20 Teams der Fourth Division an.
|                         | Ergebnis              |                           |
| ----------------------- | --------------------- | ------------------------- |
| AEK Katholiki           | 3:0                   | OXEN Peristeronas         |
| AEZ Zakakiou            | 2:2 n. V. (4:2 i. E.) | AEM Morphou               |
| APE Agia Napa           | 2:0                   | Rotsidis Mammari          |
| APEP Palechoriou        | 0:2                   | Ethnikos Assia            |
| ASO Ormideia            | 1:0                   | Achyronas Liopetriou      |
| ATE PEK Parekklisias    | 1:2                   | MEAP Nisou                |
| Chalkanoras Idaliou     | 7:5                   | Olimpiada Neapolis        |
| Digenis Agiou Nikolaou  | 2:1                   | Libanos Kormakitis        |
| Digenis Akritas Morphou | 7:1                   | Kimonas Xylotympou        |
| ENAD Ayiou Dometiou     | 3:3 n. V. (4:4 i. E.) | Tsaggaris Peledriou       |
| Enosis Kokkinotrimithia | 1:2                   | AMEAN Agiou Nikolaou      |
| Iraklis Gerolakkou      | 3:2                   | Kentro Neotitas Maroniton |
| Olympias Frenarou       | 1:3                   | Elia Lythrodonta          |
| Olympus Acheritou       | 1:3                   | Neos Aionas Trikomou      |
| Olympos Xylofagou       | 1:1 n. V. (5:4 i. E.) | Triptolemus Evrychou      |
| Orfeas Athienou         | 4:1                   | Apollon Lympion           |
| THOI Avgorou            | 3:1                   | AOL Omonia Lakatamias     |

## 2. Vorrunde
In dieser Runde stiegen alle 15 Teams der Second Division ein.
|                     | Ergebnis  |                            |
| ------------------- | --------- | -------------------------- |
| Adonis Idaliou      | 0:1       | Omonia Aradippou           |
| AEZ Zakakiou        | 5:1 n. V. | Enosis Neon THOI Lakatamia |
| APE Agia Napa       | 3:1       | PAEEK Kyrenia              |
| Chalkanoras Idaliou | 6:0       | Orfeas Athienou            |
| Doxa Katokopia      | 3:1       | Othellos Athienou          |
| Elpida Xylofagou    | 1:1 n. V. | ASO Ormideia               |
| ENAD Ayiou Dometiou | 2:3       | AMEAN Agiou Nikolaou       |
| Ermis Aradippou     | 0:1       | Digenis Akritas Ypsona     |
| Ethnikos Defteras   | 0:1       | Keravnos Strovolou         |
| Evagoras Paphos     | 3:0       | AEK Katholiki              |
| Iraklis Gerolakkou  | 0:1       | Evagoras Paphos            |
| MEAP Nisou          | 4:2       | Akritas Chlorakas          |
| Olympos Xylofagou   | 2:1       | Elia Lythrodonta           |
| Onisilos Sotira     | 2:1       | Ethnikos Assia             |
| Orfeas Nikosia      | 1:0       | Neos Aionas Trikomou       |
| THOI Avgorou        | 1:3       | Digenis Agiou Nikolaou     |

### Wiederholungsspiel
|              | Ergebnis |                  |
| ------------ | -------- | ---------------- |
| ASO Ormideia | 1:0      | Elpida Xylofagou |

## 1. Runde
Alle 16 Vereine der First Division stiegen in dieser Runde ein.
|                         | Gesamt          |                        | Hinspiel | Rückspiel |
| ----------------------- | --------------- | ---------------------- | -------- | --------- |
| Alki Larnaka            | 2:4             | Evagoras Paphos        | 2:1      | 0:3       |
| AMEAN Agiou Nikolaou    | 4:5             | Olympos Xylofagou      | 2:1      | 2:4       |
| Anagennisi Deryneia     | 1:3             | Omonia Nikosia         | 1:1      | 0:2       |
| Anorthosis Famagusta    | 5:0             | Doxa Katokopia         | 3:0      | 2:0       |
| APE Agia Napa           | 02:14           | Enosis Neon Paralimni  | 2:7      | 0:7       |
| APEP Pitsilia           | 2:2 (3:2 i. E.) | Digenis Akritas Ypsona | 1:1      | 1:1 n. V. |
| APOEL Nikosia           | 14:10           | Digenis Agiou Nikolaou | 11:00    | 3:1       |
| Apollon Limassol        | 15:10           | MEAP Nisou             | 9:0      | 6:1       |
| ASO Ormideia            | 02:13           | Ethnikos Achnas        | 1:6      | 1:7       |
| Digenis Akritas Morphou | 1:3             | Chalkanoras Idaliou    | 0:2      | 1:1       |
| Keravnos Strovolou      | 1:2             | EPA Larnaka            | 1:0      | 0:2       |
| Nea Salamis Famagusta   | 18:20           | AEZ Zakakiou           | 12:00    | 6:2       |
| Olympiakos Nikosia      | 3:2             | Aris Limassol          | 1:1      | 2:1       |
| Onisilos Sotira         | 1:7             | AEL Limassol           | 0:4      | 1:3       |
| Orfeas Nikosia          | 3:2             | Omonia Aradippou       | 1:0      | 2:2       |
| Pezoporikos Larnaka     | 1:1 (4:5 i. E.) | APOP Paphos            | 1:0      | 0:1 n. V. |

## 2. Runde
|                       | Gesamt    |                       | Hinspiel | Rückspiel |
| --------------------- | --------- | --------------------- | -------- | --------- |
| Anorthosis Famagusta  | 0:5       | AEL Limassol          | 0:1      | 0:4       |
| APEP Pitsilia         | 2:6       | Nea Salamis Famagusta | 2:1      | 0:5       |
| APOEL Nikosia         | 4:2       | Apollon Limassol      | 2:1      | 2:1       |
| APOP Paphos           | 4:2       | Orfeas Nikosia        | 4:1      | 0:1       |
| Ethnikos Achnas       | 6:1       | Olympos Xylofagou     | 5:0      | 1:1       |
| Enosis Neon Paralimni | 2:4       | Chalkanoras Idaliou   | 2:0      | 0:4       |
| EPA Larnaka           | 0:4       | Omonia Nikosia        | 0:3      | 0:1       |
| Olympiakos Nikosia    | (a)2:2(a) | Evagoras Paphos       | 2:3      | 2:1       |

## Viertelfinale
|                 | Gesamt |                       | Hinspiel | Rückspiel |
| --------------- | ------ | --------------------- | -------- | --------- |
| APOEL Nikosia   | 3:2    | Nea Salamis Famagusta | 1:1      | 2:1       |
| Ethnikos Achnas | 0:4    | APOP Paphos           | 0:0      | 0:4       |
| Evagoras Paphos | 2:9    | AEL Limassol          | 2:2      | 0:7       |
| Omonia Nikosia  | 6:0    | Chalkanoras Idaliou   | 3:0      | 3:0       |

## Halbfinale
|               | Gesamt |                | Hinspiel | Rückspiel |
| ------------- | ------ | -------------- | -------- | --------- |
| APOEL Nikosia | 0:3    | AEL Limassol   | 0:1      | 0:2       |
| APOP Paphos   | 1:2    | Omonia Nikosia | 0:2      | 1:0       |

## Finale
| Paarung  | Omonia Nikosia – AEL Limassol |
| Ergebnis | 2:1                           |
| Datum    | 26. Juni 1988                 |
| Stadion  | Tsirion-Stadion, Limassol     |
| Tore     | ?                             |